# Andrea Purica
Andrea Michelle Purica Guevara (* 21. November 1995) ist eine venezolanische Sprinterin.

## Sportliche Laufbahn
Erstmals bei einer internationalen Meisterschaft, trat Andrea Purica an den Juegos Bolivarianos in Trujillo teil und belegte dort über 100 Meter den sechsten Platz. 2014 nahm sie mit der venezolanischen 4-mal-100-Meter-Staffel an den IAAF World Relays 2014 auf den Bahamas teil und schied dort in den Vorläufen aus. Es folgte ein achter Platz über 100 Meter bei den Juniorenweltmeisterschaften in Eugene. Bei den U23-Südamerikameisterschaften in Montevideo gewann sie Gold über 100 Meter, Silber mit der Staffel und belegte über 200 Meter den fünften Platz. Daraufhin nahm sie an den Zentralamerika- und Karibikspielen (CAC) in Xalapa teil, gewann dort Gold mit der Staffel und im Einzelbewerb.   
2015 belegte sie bei den IAAF World Relays 2015 den dritten Platz im B-Finale. Bei den Panamerikanischen Spielen in Toronto schied sie über 100 Meter im Vorlauf aus und konnte sich mit der Staffel auf dem fünften Platz klassieren. Mit ihren Leistungen qualifizierte sie sich auch für die Weltmeisterschaften in Peking und schied dort bereits in der Vorrunde über 100 Meter aus. 2016 gewann sie bei den Ibero-amerikanischen Meisterschaften die Bronzemedaille mit der venezolanischen Staffel und schied im Einzelbewerb in der Qualifikationsrunde aus.
2017 nahm sie an den Südamerikameisterschaften in Luque teil und gewann dort über 100 Meter die Bronzemedaille. Mit der Staffel schied sie im Finale aus. Bei den Weltmeisterschaften in London nahm sie über 100 Meter teil und schied dort bereits in der Vorrunde aus. Im November gewann sie bei den Juegos Bolivarianos in Santa Marta mit 11,53 s die Bronzemedaille im Einzelbewerb sowie Gold mit der venezolanischen Stafette. Im Jahr darauf schied sie bei den Hallenweltmeisterschaften in Birmingham mit 7,36 s in der ersten Runde aus und siegte in 44,71 s mit der Staffel bei den Südamerikaspielen in Cochabamba. Zudem belegte sie dort über 100 Meter in 11,26 s den vierten Platz. Anschließend gewann sie bei den CAC-Spielen in Barranquilla in 11,32 s die Bronzemedaille hinter der Jamaikanerin Jonielle Smith und Khalifa St. Fort aus Trinidad und Tobago. Mit der Staffel erreichte sie dort in 45,71 s den sechsten Rang. 
2019 gewann sie bei den Südamerikameisterschaften in Lima in 11,24 s die Silbermedaille über 100 Meter sowie in 23,37 s auch im 200-Meter-Lauf. Beide Male musste sie sich nur der Brasilianerin Vitória Cristina Rosa geschlagen geben.
2013 wurde Purica venezolanische Meisterin im 100-Meter-Lauf.

## Persönliche Bestzeiten
- 100 Meter: 11,24 s (+1,2 m/s), 29. Juli 2018 in Barranquilla (Venezolanischer Rekord)
  - 60 Meter (Halle): 7,20 s, 14. Februar 2017 in Ostrava (Venezolanischer Rekord)
- 200 Meter: 23,37 s (+0,8 m/s), 26. Mai 2019 in Lima